# Jägerprüfung
Die Jägerprüfung ist in Deutschland eine Sachkundeprüfung als Voraussetzung für die Erteilung des ersten Jagdscheins.

## Österreich
Die Jagdausbildung absolvieren in der Steiermark jährlich etwa 1000 (Stand 10 Jahre davor etwa 800, Anstieg seit 15 Jahren) Menschen. Involviert sind der Steirische Jagdschutzverein (Präsident: Franz Meran) und die Steirische Landesjägerschaft. Weitere 200–400 Personen machen die Ausbildung zum Aufsichtsjäger. Wegen steigender Nachfrage wird ab 2024 im Bezirk Murtal erstmals ein Kurs ohne Ausbildung an der Waffe angeboten.

## Deutschland

### Zulassung

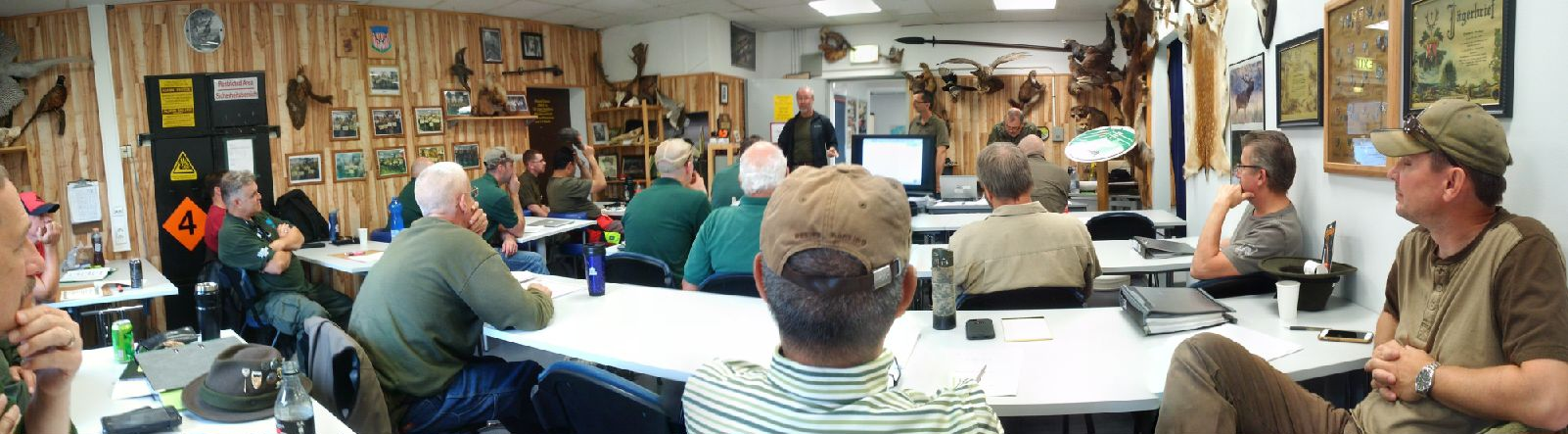
Unterrichtsraum einer deutschen Jagdschule

Die Zulassung zur Jägerprüfung ist in 11 der 16 deutschen Bundesländer vom Nachweis eines Ausbildungslehrgangs abhängig. In Berlin, Niedersachsen, Nordrhein-Westfalen, Sachsen und Sachsen-Anhalt kann ohne vorherigen Ausbildungslehrgang zur Jägerprüfung angetreten werden.
Jugendliche ab 16 Jahren dürfen die Jägerprüfung ablegen. In einigen Bundesländern ist ein vorausgehender einjähriger Lehrgang bzw. ein in der Dauer verkürzter Intensivkurs vorgeschrieben. Diese Lehrgänge mit abschließender Prüfung werden wegen ihrer Schwierigkeit auch als Grünes Abitur bezeichnet. Die Durchfallquote lag 2021 im bundesweiten Durchschnitt bei 24 % und 2022 bei 25 %.
Wer die Jägerprüfung mit dem Ziel absolviert, die Ausbildung zum Falkner anzuschließen, hat die Möglichkeit, eine eingeschränkte Jägerprüfung abzulegen, bei welcher schuss- und waffenkundliche Prüfungsfächer entfallen.

### Prüfungsinhalte
Die Prüfung besteht in Deutschland aus drei Abschnitten, einer theoretischen schriftlichen Prüfung, einer mündlich-praktischen Prüfung und einer Schießprüfung. Darin muss der Bewerber ausreichende Kenntnisse nachweisen zu den Wildarten, der Wildbiologie, der Wildhege, dem Jagdbetrieb, der Wildschadensverhütung, dem Land- und Waldbau, dem Jagd- und Waffenrecht sowie den Unfallverhütungsvorschriften, der Waffentechnik, der sicheren Führung von Jagdwaffen, der Führung von Jagdhunden, der Behandlung des erlegten Wildes unter Berücksichtigung der hygienisch erforderlichen Maßnahmen, in der Beurteilung der gesundheitlich unbedenklichen Beschaffenheit des Wildbrets und im Jagd-, Tier- und Naturschutz sowie im Landschaftspflegerecht.
Neben Multiple-Choice-Fragen kann die schriftliche Prüfung auch aus Fragen mit frei zu formulierenden Antworten bestehen. Die praktische Prüfung ist in der Regel ein Reviergang, bei dem Fragen mündlich beantwortet und jagdliche Situationen eingeschätzt werden müssen.
In Österreich ist die Jägerprüfung ähnlich geregelt.

### Schießprüfung
Ein wesentlicher Bestandteil der Jägerprüfung ist die Schießprüfung. Die in diesem Gebiet zu erbringende Prüfungsleistung ist in den 16 deutschen Ländern erheblich unterschiedlich.

#### Erläuterungen
Zum Verständnis der Tabellen in den folgenden Abschnitten sind hier Erläuterungen zu den Waffen und Zielen aufgeführt. Im Allgemeinen gilt, dass gemäß der aktuellen Fassung der Schießstandvorschrift und Schießvorschrift des Deutschen Jagdverbandes geschossen wird. Abweichungen bzw. Vereinfachungen hiervon sind möglich, jedoch nicht gesondert aufgeführt.

##### Waffen
- Büchse: Abzugeben sind insgesamt fünf Schüsse pro angegebener Disziplin (Bock, Keiler, Überläufer, Fuchs, 10er) auf eine Distanz von 100 m. Berührte Ringe gelten im Allgemeinen als getroffen. Das Mindestkaliber ist das kleinstmögliche auf Schalenwild zugelassene Kaliber, was dem Kaliber .222 Remington entspricht. Die Benutzung eines Zielfernrohrs ist erlaubt. Im Normalfall zählt jeder Schuss. In manchen Ländern ist jedoch ein Probeschuss (Probe) vor dem Wertungschießen erlaubt und in manchen Ländern wird der Sitz des ersten Schusses (Anzeige) oder jedes Schusses angezeigt.
- Flinte: Zu beschießen sind zehn bzw. 15 bewegliche Ziele, wobei jedes Ziel mit maximal zwei Patronen beschossen werden kann. Angeforderte, jedoch nicht beschossene Ziele gelten als gefehlt. Das Kaliber der Flinten ist Kaliber 20 bis Kaliber 12. Im Allgemeinen ist aus dem jagdlichen Anschlag heraus zu schießen, ferner ist im Allgemeinen der Durchmesser der Schrotkörner auf 3 mm beim Hasen und 2,5 mm bei den Wurfscheiben (Skeet: 2 mm) begrenzt. In manchen Bundesländern ist zusätzlich die Anzahl der Schrotkörner, die sogenannte Vorlage, begrenzt.
- Kurzwaffe: Mit Pistole oder Revolver sind fünf Schüsse, stehend freihändig, ein- oder beidhändig, auf eine Scheibe im Abstand von 10 m abzugeben.

##### Ziele
- Bock: Bezeichnet die DJV-Wildscheibe Nr. 1 (stehender Rehbock, links). Diese ist im Abstand von 100 m, stehend angestrichen zu beschießen.
- Überläufer: Bezeichnet hier die stehende Überläuferscheibe (DJV-Wildscheibe Nr. 2). Diese wird im Abstand von 100 m sitzend aufgelegt beschossen.
- 10er: Bezeichnet die 10er-Ringscheibe (auch 109 Jagdscheibe). Diese wird sitzend aufgelegt im Abstand von 100 m beschossen.
- Keiler: Bezeichnet den Schuss auf den flüchtigen Überläufer, stehend freihändig, jagdlicher Anschlag, auf 50 m (dann DJV-Wildscheibe Nr. 5) oder 60 m (dann DJV-Wildscheibe Nr. 6).
- Fuchs: Bezeichnet den Schuss auf den sitzenden Fuchs (DJV-Wildscheibe Nr. 3), liegend frei, auf 100 m.
- Hase: Schuss auf den sogenannten Kipphasen, stehend freihändig, auf 35 m. Der Doppelschuss ist erlaubt. Ist statt des Kipphasen der Rollhase gemeint, so ist dies angegeben. Der Hase bewegt sich über eine 6 m breite Schneise und ist hierbei für zwei bis drei Sekunden sichtbar.
- Taube: Bezeichnet den Schuss auf die Traptaube. Sofern andere Taubenarten gemeint sind, ist dies angegeben. Das Werfen der Tauben in der Prüfung ist in den Ländern unterschiedlich geregelt. Im Normalfall wird eine Traptaube geworfen, die in Höhe und Richtung nicht wechselt und rund 65 m bis 70 m weit fliegt. Diese ist von der 7-m-Linie und von einem beliebigen Stand aus zu beschießen. In manchen Bundesländern ist jedoch abweichend hiervon der olympische Abstand von 11 m, ein Standwechsel oder eine Variation der Flugrichtung vorgeschrieben.

#### Prüfungsinhalt
In der Prüfung werden vorgegebene Ziele in den Kategorien Büchse, Flinte und Kurzwaffe beschossen. Die nachfolgende Tabelle gibt eine Übersicht über die Art der Ziele, die beschossen werden müssen. Die zu erbringende Leistung ist in einer gesonderten Tabelle im folgenden Abschnitt dargestellt.
Um die folgende Tabelle übersichtlich zu gestalten, wird von einem fiktiven Normalfall ausgegangen. Abweichungen von dieser Norm sind in der Tabelle angegeben. So bezeichnet Bock (3, sitzend aufgelegt), dass statt 5 Schüssen auf die Wildscheibe DJV Nr. 1 deren 3 abzugeben sind und, dass statt stehend angestrichen, der Schuss sitzend aufgelegt abzugeben ist. Zur Leseweise der Tabelle bitte die im vorherigen Abschnitt aufgeführten Erläuterungen beachten.
| Bundesland             | Büchse | Flinte                                                                                        | Kurzwaffe                            |
| ---------------------- | --- | --------------------------------------------------------------------------------------------- | ------------------------------------ |
| Baden-Württemberg      | Bock (sitzend aufgelegt, Anzeige), Keiler (Anzeige alle)                                                               | Hase (Kipp oder Roll, 1 Schuss/Ziel)                                                          |                                      |
| Bayern                 | Bock (2, sitzend aufgelegt, Probe), Bock (2, stehend angestrichen oder stehend freihändig)                             |                                                                                               |                                      |
| Berlin                 | Bock (50 m auf KK/84) oder Bock (80 m – 100 m auf DJV/1, Probe), Keiler                                                | Hase oder Taube (11 m, seitlich variierend)                                                   |                                      |
| Brandenburg            | Bock (90–110 m, beliebiger Anschlag außer liegend), Keiler (50 m)                                                      | Hase oder Taube (Voranschlag => 11 m)                                                         |                                      |
| Bremen                 | Bock (sitzend aufgelegt)                                                                                               | Taube (15, Skeet oder Trap) oder Hase (15, 30 m)                                              |                                      |
| Hamburg                | fünf Schüsse stehend angestrichen auf Rehbockscheibe und fünf Schüsse Anschlag liegend frei auf Fuchsscheibe           | Taube (Skeet (Stand 1–6) oder Trap (variierend)) oder Hase                                    |                                      |
| Hessen                 | Bock stehend angestrichen 100 m, Überläufer sitzend aufgelegt 100 m, laufender Keiler stehend ohne Voranschlag 50–60 m | Kipphase dreiteilig 35 m                                                                      | nur Schießnachweis                   |
| Mecklenburg-Vorpommern | Bock, Keiler (50 m) | Hase (Kipp oder Roll) oder Taube (11 m)                                                       |                                      |
| Niedersachsen          | Bock, Keiler (50 m) B_25 Ringe K_2 Treffer                                                                             | Taube (15, Trap oder Skeet)                                                                   |                                      |
| Nordrhein-Westfalen    | Bock (90–110 m, sitzend aufgelegt), Keiler (48 m-62 m)                                                                 | Taube (10, Trap (variierend) oder Skeet (Pos: 1, 3, 4, 5, 7 – HH/NH)) oder Hase (10, 25–35 m) |                                      |
| Rheinland-Pfalz        | Bock (4), Überläufer (3), Keiler (3)                                                                                   | Hase (25m, Roll) alternativ: Taube oder Hase                                                  | DJV/5 (7 m)                          |
| Saarland               | Bock (3), 10er (3) | Hase (6, Kipp oder Roll)                                                                      |                                      |
| Sachsen                | Bock (sitzend aufgelegt, Anzeige), Keiler (50 m, Anzeige)                                                              | Taube (15)                                                                                    |                                      |
| Sachsen-Anhalt         | Bock | Taube (Standwechsel) oder Hase                                                                | Ringscheibe (5, 47 cm × 78 cm, 25 m) |
| Schleswig-Holstein     | Bock | Taube (11 m, Standwechsel)                                                                    |                                      |
| Thüringen              | 10er (3), Bock (3) | Taube oder Hase (6, Ausnahmefall!)                                                            | Kurzwaffenscheibe                    |

#### Anforderungen
Zum Bestehen der Schießprüfung wird in jeder Kategorie, also Büchse, Flinte und Kurzwaffe, eine Mindestleistung gefordert. Die unten folgende Tabelle gibt darüber eine Übersicht. Diese Mindestleistung muss in jeder Kategorie erbracht werden. Es ist also nicht möglich, die Kategorie Flinte durch eine herausragende Leistung in der Kategorie Büchse auszugleichen.
Ferner sind in der Kategorie Büchse alle geforderten Leistungen zu erfüllen. Dies wird durch das Zeichen + ausgedrückt. So bedeutet beispielsweise Bock + Keiler, dass sowohl die Forderungen beim Schießen auf den Bock und die Forderungen auf die flüchtige Überläuferscheibe (Keiler) zu erfüllen sind. Beim Flintenschießen bedeutet das Wort oder, dass entweder die Leistung auf Taube oder Hase zu erfüllen ist. Welche Disziplin zu erfüllen ist, wird von der Prüfungskommission festgelegt und ist dem Prüfling bzw. dem Ausbilder bereits vor der Prüfung bekannt.
Die folgenden Abkürzungen werden in der Tabelle benutzt: T für Treffer und R für Ring. Beim Büchsenschießen wird oft ein Mindestring gefordert. Ist eine Zahl in einer Klammer angegeben, dann bezeichnet diese den kleinsten Ring, der in die Wertung einfließt. Im Normalfall werden alle Ringe gezählt. Beispiel: Bock 2/5T(8) bedeutet, dass beim Schießen auf die Bockscheibe 2 von 5 möglichen Treffern zu erzielen sind, wobei nur die Ringe 8, 9 und 10 gezählt werden. Beim Flintenschießen werden selbstverständlich keine Ringe gezählt, sodass auf die Angabe Treffer verzichtet wurde. Eine Taube gilt als getroffen, wenn mindestens ein sichtbares Stück aus der Tontaube abbricht.
| Bundesland             | Büchse                                                         | Flinte                                           | Kurzwaffe |
| ---------------------- | -------------------------------------------------------------- | ------------------------------------------------ | --------- |
| Baden-Württemberg      | Bock 2/5T(8) + Keiler 2/5T + Gesamt 5/10T                      | Hase 5/10                                        |           |
| Bayern                 | 3/4T(8) insgesamt                                              |                                                  |           |
| Berlin                 | Bock 25/50R(8) + Keiler 21/50R(5)                              | Hase 5/10 oder Taube 4/10                        |           |
| Brandenburg            | Bock 3/5T + Keiler 3/5T(5)                                     | Hase 5/10 oder Taube 4/10                        |           |
| Bremen                 | Bock 40/50R(3)                                                 | Hase 8/15 oder Taube 5/15                        |           |
| Hamburg                | 50 % der größtmöglichen Ringzahl auf beiden Scheiben insgesamt | Hase 5/10 oder Taube 3/10                        |           |
| Hessen                 | Bock 2/3T(3) + Überläufer 2/3T(3)                              | Hase 5/8                                         |           |
| Mecklenburg-Vorpommern | Bock 3/5T (3) + 21/50R(3) + Keiler 3T(3)                       | Hase 5/10 oder Taube 3/10                        |           |
| Niedersachsen          | Bock 25/50R + Überläufer 2T/5                                  | Taube 5/15                                       |           |
| Nordrhein-Westfalen    | Bock 40/50R, Keiler 2T                                         | Hase 5/10 oder Taube 3/10                        |           |
| Rheinland-Pfalz        | Gesamt 60/100R                                                 | Rollhase 5/10 oder Kipphase 6/10 oder Taube 4/10 | 4T        |
| Saarland               | Gesamt 4T (Bock (3) + 10er (6))                                | Hase 3/6                                         |           |
| Sachsen                | Bock 4/5T(9) + Keiler 3/5T(3)                                  | Taube 4/15                                       |           |
| Sachsen-Anhalt         | Bock 25/50R(3)                                                 | Hase 5/10 oder Taube 3/10                        | 2T        |
| Schleswig-Holstein     | Bock 3/5T (3) und 21/50R                                       | Taube 3/10                                       |           |
| Thüringen              | 10er 2T(5) + Bock 2T                                           | Hase 3/6 oder Taube 3/10                         | 2T(6)     |

#### Wiederholung
Im Allgemeinen gilt, dass die Minimalforderung in jeder Kategorie (Büchse, Flinte oder Kurzwaffe) bzw. in jeder Disziplin zu erfüllen ist. Wird diese Forderung nicht erfüllt, so kann der Prüfling noch am Prüfungstag die nicht erfüllte Disziplin oder Kategorie einmal wiederholen. Bereits erfüllte Forderungen müssen dann nicht noch einmal wiederholt werden. Abweichungen hiervon sind möglich. Näheres regeln die Jägerprüfungsordnungen der Länder.

#### Nichterfüllung
Wird auch nach einer Wiederholung eine jeweilige Minimalforderung nicht erreicht, so hat dies in der Regel den Ausschluss von der weiteren Prüfung zur Folge. Die gesamte Jägerprüfung gilt dann als „nicht bestanden“.